# Права ЛГБТ в Венгрии
Гомосексуальные отношения в Венгрии легальны с 1961 года. В 2002 году был принят единый возраст сексуального согласия — 14 лет.
В 2000 году Конституционный суд Венгрии признал, что запрет на дискриминацию включает также запрет дискриминации по признаку сексуальной ориентации. Антидискриминационное законодательство существует в законе «О здравоохранении» с 1997 года. Закон 2003 года «О равном обращении и поощрении равных возможностей» запрещает дискриминацию на основе сексуальной ориентации и гендерной идентичности в области занятости, образования, жилья, здоровья и доступе к товарам и услугам. В 2009 году вступил в силу закон, разрешающий в Венгрии однополые гражданские союзы.

## Закон, касающийся однополых сексуальных отношений
Первый венгерский Уголовный кодекс Кароли Чемеги (1878) наказывал гомосексуализм между мужчинами (вен. természet elleni fajtalanság — «извращение против природы») тюремным заключением до одного года. Гомосексуальные отношения в возрасте старше 20 лет были декриминализированы в 1961 году, а старше 18 лет — в 1978 году в соответствии с новым Уголовным кодексом. Возраст сексуального согласия, составляющий 14 лет, одинаково применяется к гетеросексуальной и гомосексуальной активности после решения Конституционного суда от 2002 года. Геям и бисексуалам не запрещено служить в армии.

## Признание однополых отношений
Незарегистрированное сожительство признается с 1996 года. Оно распространяется на любую пару, живущую вместе в экономических и сексуальных отношениях (гражданский брак), включая однополые пары. Официальной регистрации не требуется. Закон предоставляет некоторые определенные права и льготы двум лицам, живущим вместе. Незарегистрированное сожительство определяется в Гражданском кодексе как «когда два человека живут вместе вне брака в эмоциональной и финансовой общности в одном домохозяйстве, при условии, что ни один из них не состоит в браке или партнерстве с другим лицом, зарегистрированном или ином, и что они не являются родственниками по прямой линии, а также не являются братьями и сестрами». Наследование возможно только по завещанию, а пенсия для вдов и вдовцов доступна для пар, проживающих совместно более 10 лет.
17 декабря 2007 года парламент принял законопроект о зарегистрированном партнерстве, представленный правительством Венгерской социалистической партии-Альянса свободных демократов. Конституционный суд признал законопроект неконституционным, поскольку он дублировал институт брака для пар противоположного пола. В феврале 2009 года парламент утвердил измененную версию законопроекта. С 1 июля 2009 года однополые пары могут вступать в зарегистрированные партнерства. Закон предоставляет зарегистрированным партнерам те же права, что и супругам, за исключением усыновления, вспомогательной репродукции или взятия фамилии.
1 января 2012 года вступила в силу новая конституция, принятая парламентом в 2011 году, которая ограничивает брак противоположными по полу парами и не содержит гарантий защиты от дискриминации по признаку сексуальной ориентации. Однако дискриминация по признаку сексуальной ориентации остается запрещенной благодаря толкованию общего положения о недискриминации в Конституции, а также Закону о равном обращении.

## Усыновление и планирование семьи
Хотя однополые пары не могут совместно усыновлять детей, усыновление отдельными лицами является незаконным, независимо от сексуальной ориентации или партнерского статуса. Усыновление приемных детей доступно только для супружеских (разнополых) пар.
Доступ к ЭКО и донорскому оплодотворению открыт для одиноких женщин независимо от сексуальной ориентации, но недоступен для лесбиянок, сожительствующих или состоящих в зарегистрированном партнерстве со своими однополыми партнерами.
В ноябре 2017 года венгерский омбудсмен установил, что отклонение заявления лесбийской пары на усыновление было «нарушением права ребенка на защиту и заботу и равносильно незаконной дискриминации по признаку сексуальной ориентации». Поскольку совместное усыновление для однополых пар не является законным в Венгрии, пара решила, что один из партнеров усыновит ребенка на законных основаниях. Однако пара была очень открыта в своих отношениях и была признана подходящей для усыновления. В последующие месяцы пара взяла под опеку 16-месячную девочку, но позже службы защиты детей прекратили процедуру подачи заявления из-за сексуальной ориентации пары. Это решение нарушило жизнь ребенка, так как она перестала нормально питаться и ее пришлось отвести к детскому психологу. Пара обратилась к Уполномоченному по основным правам (омбудсмен, отвечающий за права детей, национальностей в Венгрии, уязвимых социальных групп и интересы будущих поколений), который признал отказ службы защиты детей незаконным и дискриминационным. Комиссар заявил, что «лицо, желающее усыновить ребенка, не имеет права на усыновление конкретного ребенка, но оно имеет право на равное обращение и равенство перед законом в данной процедуре». Комиссар основывал свое решение на деле 2008 года «E.B. против Франции», в котором Европейский суд по правам человека постановил, что сексуальная ориентация не должна быть фактором в делах об усыновлении.
В октябре 2020 года, обсуждая на телеканале Magyar Rádió детскую книгу, изданную ЛГБТ-организацией, премьер-министр Венгрии Виктор Орбан заявил, что, несмотря на то, что Венгрия «терпима и терпелива» к ЛГБТ, «существует красная черта, которую нельзя переступать», и что «геи должны оставить наших детей в покое».
В ноябре 2020 года правительство Фидес предложило поправку к Конституции, которая запретит усыновление детей однополыми парами. Поправка обеспечит «образование в соответствии с ценностями, основанными на конституционной идентичности Венгрии и христианской культуре». Эта же поправка серьезно ограничит возможности неполных семей усыновлять детей. 16 декабря 2020 года поправка была принята Национальным собранием при 123 голосах «за», 45 «против» и 5 воздержавшихся.

## Защита от дискриминации
В 2000 году Конституционный суд признал, что конституционный запрет на дискриминацию по признаку «иного статуса» распространяется и на сексуальную ориентацию. Закон о здравоохранении запрещает дискриминацию по признаку сексуальной ориентации в сфере здравоохранения с 1997 года, а дискриминацию по признаку гендерной идентичности — с 2004 года. Закон 2003 года о равном обращении и содействии равным возможностям (венг. törvény az egyenlő bánásmódról és az esélyegyenlőség előmozdításáról), вступивший в силу в январе 2004 года, запрещает дискриминацию на основе факторов, включающих сексуальную ориентацию и гендерную идентичность, в сфере занятости, образования, жилья, здравоохранения и доступа к товарам и услугам. Статья 8 Закона гласит следующее:
Положения, в результате которых с человеком или группой лиц [обращаются] менее благоприятно, чем с другим человеком или группой лиц в сопоставимой ситуации из-за его/ее пола, расового происхождения, цвета кожи, гражданства, национального или этнического происхождения, родного языка, инвалидности, состояния здоровья, религиозных или идеологических убеждений, политических или иных взглядов, семейного положения, материнства (беременности) или отцовства, сексуальной ориентации, сексуальной идентичности, возраста, социального происхождения, финансового положения, неполный рабочий день или определенный срок трудовых отношений или других отношений, связанных с работой, членство в организации, представляющей интересы работников, [и любой] другой статус, признак или характеристика считаются прямой дискриминацией.
Кроме того, венгерское законодательство запрещает преступления на почве ненависти и ненавистнические высказывания по признаку сексуальной ориентации и гендерной идентичности.

## Гендерная идентичность и самовыражение
В декабре 2017 года было опубликовано правительственное постановление, впервые создающее правовую основу для гендерных переходов. После 1 января 2018 года трансгендеры, проживающие в Венгрии, теоретически могли изменить свой юридический пол. Им требовался диагноз от медицинского работника, но не нужно было проходить гормональную терапию, стерилизацию или операцию по смене пола. Закон о равном обращении специально включил «сексуальную идентичность» в список защищаемых характеристик.
Однако Transvanilla — организация, базирующаяся в Будапеште и проводящая кампании в защиту прав трансгендеров, — сообщает, что с 2018 года правительство отказывается рассматривать заявления о законной смене пола. В 2019 году было создано совместное дело 23 человек, которое было подано в Европейский суд по правам человека.
После коронавирусного локдауна 2020 года Виктор Орбан получил возможность править указом на основании закона о чрезвычайных полномочиях. 31 марта, в День видимости трансгендеров, был представлен законопроект, заменяющий венгерский термин «nem», означающий «пол», на пол при рождении, определяемый как «биологический пол, определяемый первичными половыми признаками и хромосомами». Парламент проголосовал за этот законопроект 19 мая 2020 года, сделав невозможным для отдельных лиц изменить свой юридический пол. Проголосовали 134 «за», 56 «против» и 4 воздержались. Дуня Миятович, комиссар по правам человека в Совете Европы, заявила, что законопроект «противоречит стандартам прав человека и прецедентному праву Европейского суда по правам человека». Президент Янош Адер подписал законопроект 28 мая 2020 года.
В январе 2021 года правительство распорядилось, чтобы книга, опубликованная Лесбийской ассоциацией «Лабриш», содержала предупреждения о том, что она «[содержит] поведение, несовместимое с традиционными гендерными ролями». По словам представителя правительства, «книга продается как сказка... но она скрывает тот факт, что в ней изображено поведение, несовместимое с традиционными гендерными ролями». В ответ на это ассоциация объявила, что подаст иск.

## Свобода слова и самовыражения
В 2012 году депутат от партии «Йоббик» Адам Миркоцки внес в парламент поправку к конституции, направленную на запрет «пропаганды сексуальных отклонений». Поправка предусматривает наказание за «пропаганду гомосексуализма или других нарушений сексуального поведения» в виде лишения свободы на срок до восьми лет. Федерация LMBT, венгерская группа по защите прав ЛГБТ, протестовала против этой поправки и призвала парламент отклонить ее. Демократическая коалиция также выступила против поправки и назвала ее «подлой и позорной». В итоге поправка не прошла.
В ноябре 2016 года небольшой венгерский город Ашоттхалом принял закон, запрещающий «гей-пропаганду», мусульманские призывы к молитве и мусульманскую одежду. Мэр Ласло Тороцкаи (представитель партии «Наша Родина») призвал местных христиан поддержать «священную войну против мусульман и мультикультурализма». В апреле 2017 года, после подачи иска об оспаривании запрета, Конституционный суд отменил запрет, постановив, что он нарушает законодательство о правах человека, поскольку направлен на «прямое ограничение свободы слова, совести и религии».
В июне 2018 года Венгерский государственный оперный театр отменил 15 спектаклей «Билли Эллиот» после того, как проправительственная газета Magyar Idők заявила, что шоу может сделать детей геями. Однако остальные 29 спектаклей «Билли Эллиот» прошли по плану.
В ноябре 2020 года город Надьката принял резолюцию, запрещающую распространение и продвижение так называемой «ЛГБТ-пропаганды».
После про-ЛГБТ заявлений бывший футболист и телеобозреватель Янош Хрутка был уволен с проправительственного спортивного телевидения Spíler TV в марте 2021 года.

### Закон о запрете пропаганды ЛГБТ 2021 года
В июне 2021 года парламент Венгрии принял закон, который запрещает «пропаганду» ЛГБТК+ среди несовершеннолетних. Комиссар ЕС по вопросам равенства Элена Далли заявила в ответ, что допускает сокращение выплат Венгрии в связи с несоблюдением Венгрией ценностей ЕС.
24 июня 2021 года 16 глав государств и правительств стран ЕС, среди которых канцлер ФРГ Ангела Меркель, обнародовали совместное послание, в котором пообещали продолжать борьбу с дискриминацией сексуальных меньшинств в Евросоюзе на фоне спорного закона, принятого парламентом Венгрии. Председатель Центрального совета немецких синти и рома Романи Розе заявил, что ему стыдно носить орден Заслуг, врученный премьером Венгрии Орбаном, после того, как Будапешт принял гомофобный закон.
Тем временем, в июле 2021 года в своем Telegram-канале официальный представитель МИД России Мария Захарова раскритиковала реакцию европейских политиков на венгерский закон о запрете так называемой «гей-пропаганды».
В июле 2021 года Европейская комиссия решительно выступила в защиту прав геев и лесбиянок. Она возбудила три дела о нарушениях прав ЛГБТ — два против Венгрии и одно против Польши. На днях председатель Урсула фон дер Ляйен подвергла критике принятый в Будапеште закон о запрете «гей-пропаганды» среди несовершеннолетних, назвав его «позорным».
В июле 2021 года стало известно, что власти Венгрии во главе с премьер-министром Виктором Орбаном решили провести референдум по закону об «ЛГБТ-пропаганде».
На референдуме граждане должны будут ответить, поддерживают ли они:
- проведение в образовательных учреждениях презентаций для несовершеннолетних на тему сексуальной ориентации без одобрения родителей;
- пропаганду операций по смене пола;
- предоставление доступа несовершеннолетним к услугам по смене пола;
- показ в СМИ контента на тему смены пола и другого контента сексуального характера, который может повлиять на развитие детей.

14 августа 2021 года в Бухаресте прошел Марш гордости ЛГБТ, который собрал более 4000 участников. Участники марша выступили против принятия закона, запрещающего пропаганду ЛГБТ среди несовершеннолетних. Марш инициировала партия «Демократический союз венгров Румынии».

### Фильмы, кино и телевидение
В сентябре 2021 года было сообщено, что фильмы, кино и телевидение, которые изображают и показывают гомосексуальность и/или изменение пола в Венгрии, будут иметь такие же обязательные юридические классификационные «возрастные рейтинговые ограничения», как ужасы, нагота, секс, темы для взрослых, наркотики и/или насилие.

## Условия жизни

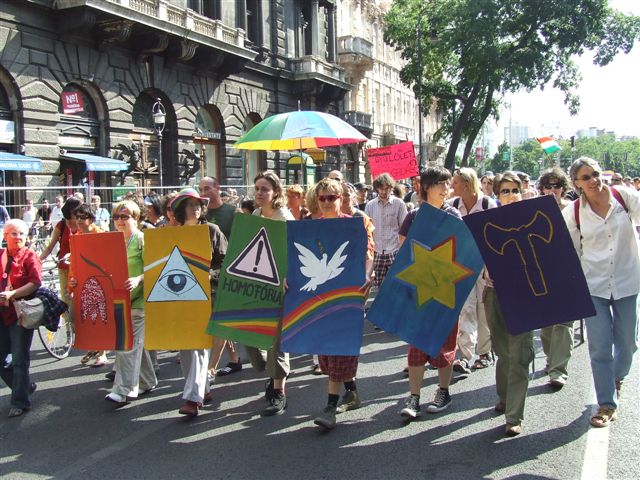
Шествие достоинства геев в Будапеште, 2008 год

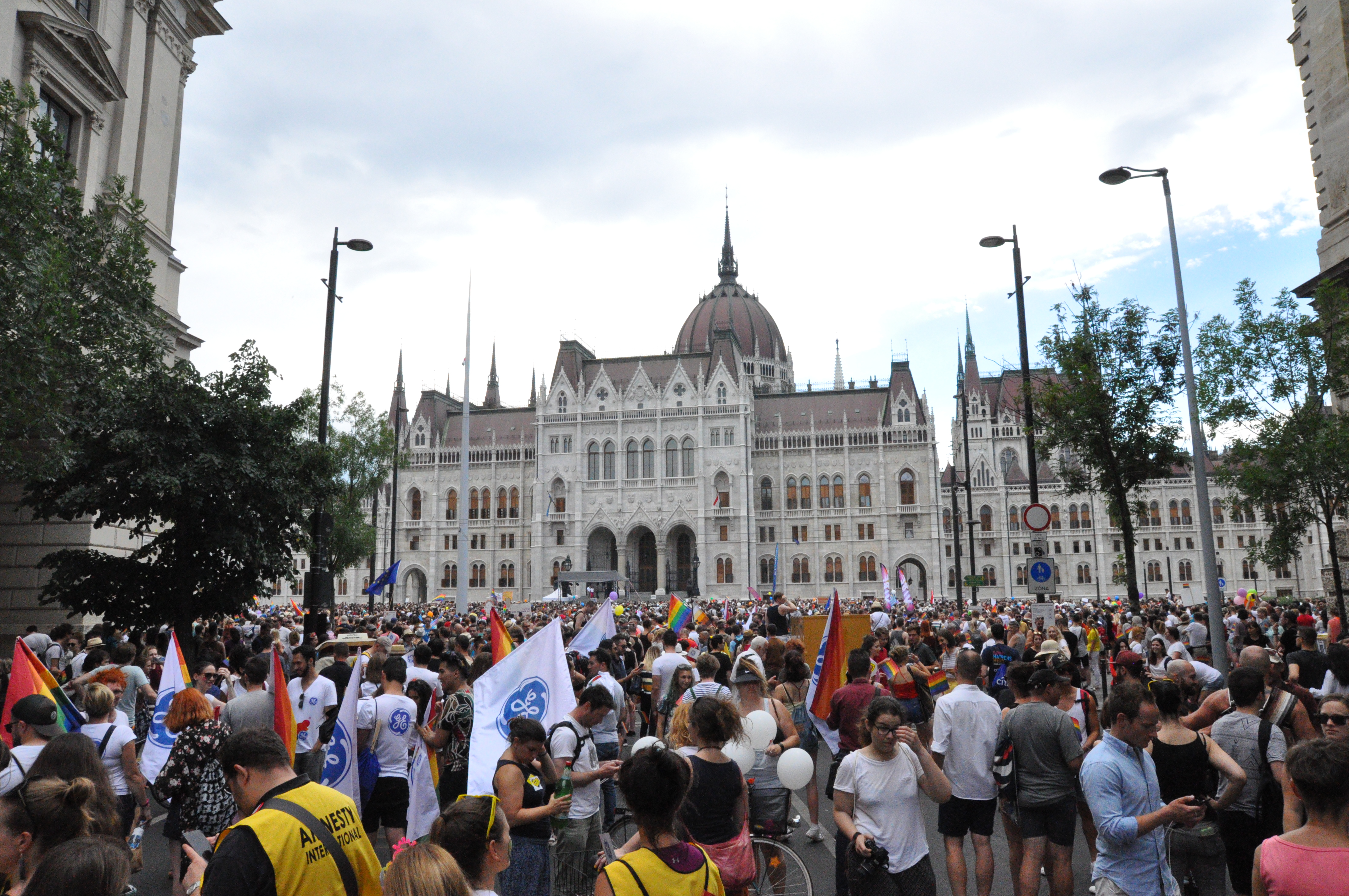
Фестиваль гордости в Будапеште, 2017 год

Венгрия была страной — хозяйкой конкурса «Мистер Гей Европа 2007» и Евроигр в 2012 году.
Будапештский прайд стал первым подобным мероприятием в бывшем Восточном блоке и привлекает постоянное, но умеренное количество ЛГБТ-людей и их сторонников. ЛГБТ-фестиваль длится неделю каждое лето и включает в себя кинофестиваль, марш гордости и вечеринки по всему городу. В прошлом фестиваль открывали известные общественные деятели, включая Габора Демски, тогдашнего мэра Будапешта, и Кингу Гёнц, тогдашнего министра иностранных дел.
В связи с премьер-министерством Виктора Орбана, права ЛГБТ в Венгрии перестали развиваться. В марте 2016 года венгерское правительство заблокировало предложенное соглашение Европейского союза по борьбе с дискриминацией ЛГБТ. В мае 2017 года премьер-министр Орбан приветствовал в национальном парламенте Всемирный конгресс семей, признанный Южным центром законов о бедности группой ненависти. В 2018 году Венгрия и Польша заблокировали совместное заявление министров занятости и социальных дел ЕС, направленное на продвижение гендерного равенства в цифровую эпоху, из-за возражений против упоминания ЛГБТ. Однако Австрия — тогдашний президент Совета Европейского союза — приняла текст, хотя и с изменениями. Хотя ссылка на ЛГБТ была сохранена, текст был классифицирован как «президентские выводы», которые не имеют юридического веса официальных выводов Совета.
В последние годы все больше политиков прибегает к использованию откровенно гомофобной риторики. В 2014 году «Йоббик» вывесила табличку «Парламенту не нужны девианты» во время Будапештского прайда, словесно оскорбляла присутствующих и портила плакаты в поддержку прав ЛГБТ. В ноябре 2016 года она протестовала против окраски забора в цвета радуги в Помазе, хотя окраска не имела никакого отношения к правам ЛГБТ.
Парад гордости в Будапеште в 2017 году привлек тысячи людей и получил поддержку многих посольств, в том числе из Австралии, Канады, Франции, Германии, Великобритании и США, а также соседних Словакии и Словении.
В январе 2018 года Европейский суд постановил, что власти не могут подвергать просителей убежища психологическим тестам для определения их сексуальной ориентации.

## Общественное мнение
Опросы, отражающие общественное мнение по поводу однополых браков в Венгрии, показали неоднозначную картину.
Согласно опросу Евробарометра, опубликованному в декабре 2006 года, только 18 процентов опрошенных венгров поддержали однополые браки, и только 13 процентов признали право однополой пары на усыновление, по сравнению со средними показателями по ЕС, составляющими 44 процента и 33 процента соответственно. Однако опрос, проведенный через год в 2007 году, показал, что 30 процентов венгерского населения поддержали однополые браки.
Опрос Евробарометра, проведенный в 2015 году, показал, что 39 % венгров поддерживают однополые браки. Более поздний опрос Pew Research Center, опубликованный в мае 2017 года, показал, что 27 % венгров выступают за однополые браки, а 64 % — против. Поддержка была выше среди нерелигиозных людей (34 %) и 18—34-летних (39 %), в отличие от католиков (25 %) и людей в возрасте 35 лет и старше (23 %).
В мае 2015 года PlanetRomeo, социальная сеть для ЛГБТ, опубликовала первый индекс счастья геев (GHI). Геям из более чем 120 стран был задан вопрос о том, как они относятся к взглядам общества на гомосексуальность, как они воспринимают отношение к ним со стороны других людей и насколько они удовлетворены своей жизнью. Венгрия заняла 49-е место с показателем GHI 47.
Согласно опросу, проведенному ILGA в 2017 году, 64 % венгров согласились с тем, что геи, лесбиянки и бисексуалы должны пользоваться теми же правами, что и гетеросексуалы, а 15 % не согласились. Кроме того, 69 % согласились с тем, что они должны быть защищены от дискриминации на рабочем месте. Однако 13 % венгров заявили, что люди, состоящие в однополых отношениях, должны обвиняться как преступники, в то время как 64% с этим не согласились. Что касается транссексуалов, 60 % согласились с тем, что они должны иметь те же права, 64 % считают, что они должны быть защищены от дискриминации на рабочем месте, и большинство — 48 % — считают, что им должно быть разрешено изменить свой юридический пол.

## Итоговая таблица
| Однополые сексуальные отношения легальны                                                               | (С 1961 года) |
| Равный возраст согласия (14 лет)                                                                       | (С 2002 года) |
| Антидискриминационные законы в сфере занятости                                                         | (С 2004 года) |
| Антидискриминационные законы при предоставлении товаров и услуг                                        | (С 2004 года) |
| Антидискриминационные законы во всех других областях (включая косвенную дискриминацию, язык ненависти) | (С 2004 года) |
| Однополые браки                                                                                        | / (Конституционный запрет с 2012 года; однополые браки, заключенные в ЕС, признаются для целей получения вида на жительство). |
| Признание однополых пар                                                                                | (Сожительство с 1996 года, зарегистрированное партнерство с 2009 года)                                                        |
| Усыновление одним ЛГБТ-человеком                                                                       | (Конституционный запрет с 2020 года)                                                                                          |
| Усыновление пасынков однополыми парами                                                                 | (Конституционный запрет с 2020 года).                                                                                         |
| Совместное усыновление однополыми парами                                                               | (Конституционный запрет с 2020 года)                                                                                          |
| Геям, лесбиянкам и бисексуалам разрешено служить в армии                                               | Yes |
| Трансгендерам разрешено служить в армии                                                                | No |
| Конверсионная терапия запрещена для несовершеннолетних                                                 | No |
| Право на изменение юридического пола                                                                   | (де-факто запрещено с 2018 года, де-юре запрещено с 2020 года).                                                               |
| Доступ к ЭКО для лесбийских пар                                                                        | (Доступно для одиноких женщин, но не для лесбийских пар)                                                                      |
| Коммерческое суррогатное материнство для пар геев-мужчин                                               | (Запрещено независимо от сексуальной ориентации)                                                                              |
| МСМ разрешено донорство крови.                                                                         | (С 2020 года) |